# Digitalkassett

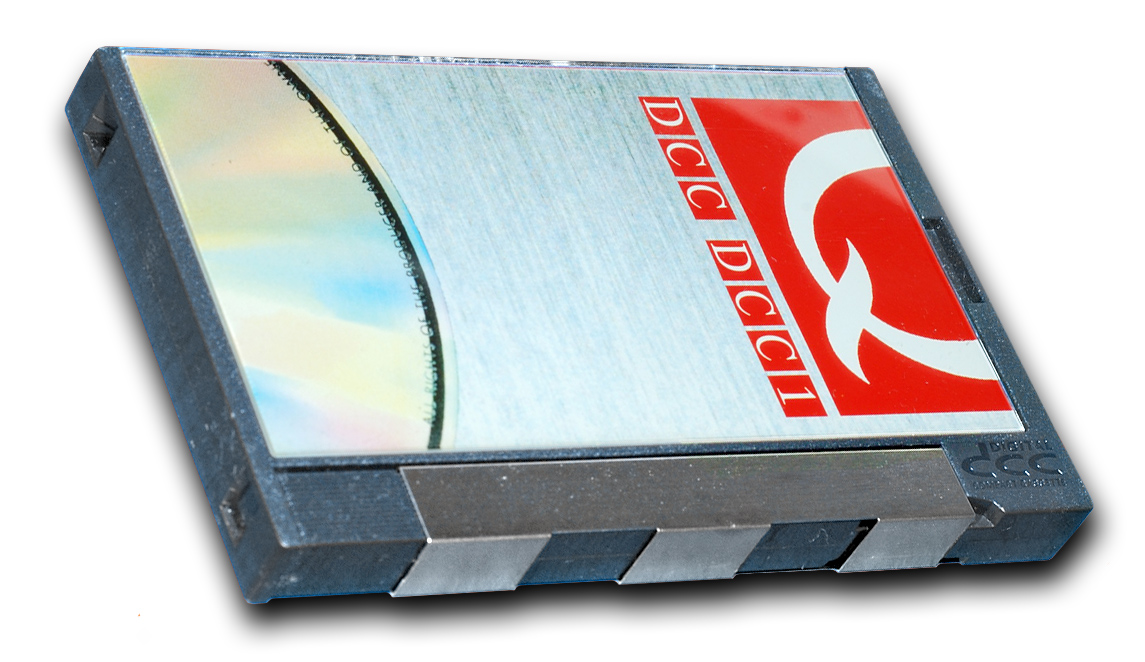
Digitalkassett

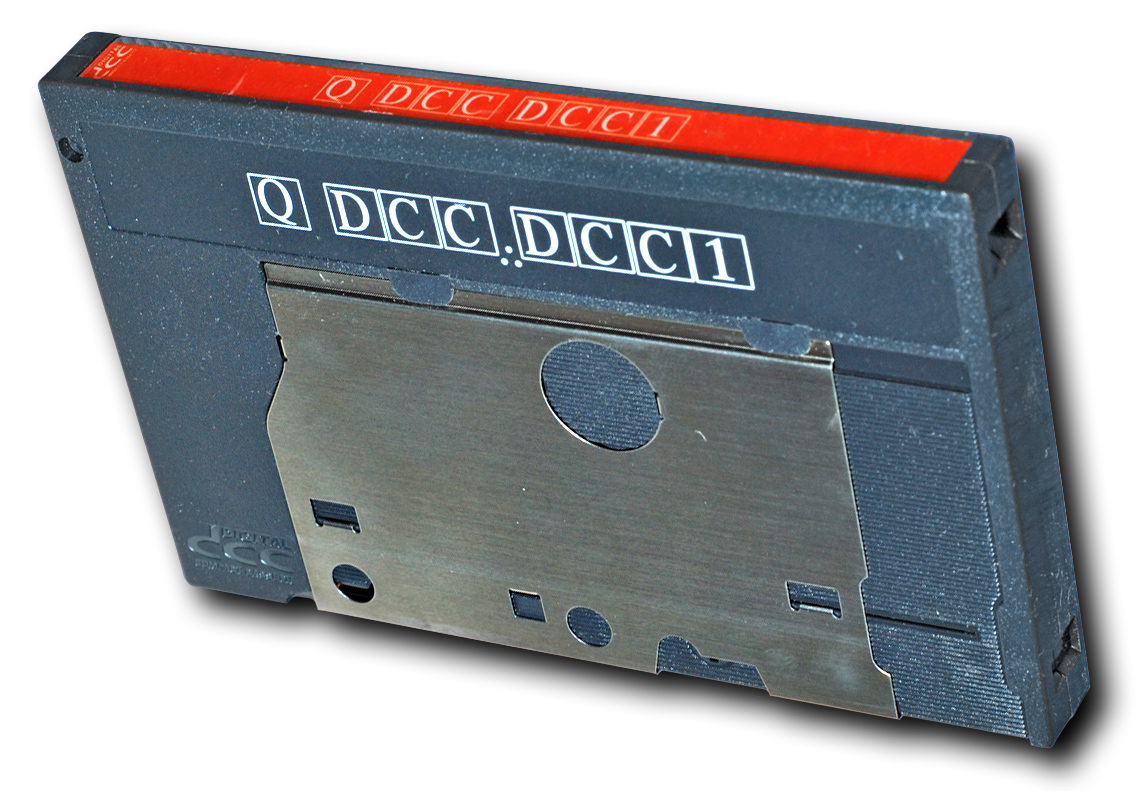
Digitalkassett

En digitalkassett (engelska: Digital Compact Cassette, DCC) var ett format som togs fram i början av 1990-talet av Philips och Panasonic Corporation. Det lanserades 1992 och avsett att lagra digital ljudinformation på en kassett med magnetiskt band. Kassettspelarna skulle vara bakåtkompatibla så att de även kunde spela den analoga kassettbandstandarden.
En effekt av att musiken lagrades på band blev att man inte kunde hoppa direkt från ett spår till nästa som på en CD, utan var tvungen att vänta medan bandspelaren spolade fram bandet samtidigt som den letade efter en kod på bandet som markerade slutet av ett "spår" och början av nästa.
Formatet blev aldrig populärt hos allmänheten, och utrustningen slutade tillverkas i november 1996.

### Fotnoter
1. ↑  ”Radio- och ljudhistoria”. Sveriges Radio. 21 december 2005. http://sverigesradio.se/sida/artikel.aspx?programid=3113&artikel=4362296. Läst 20 juni 2015.
2. ↑  ”Digital Compact Cassette (DCC) (1992 – 1996)” (på engelska). Museum of Obselete Media. 7 juni 2015. http://www.obsoletemedia.org/digital-compact-cassette-dcc/. Läst 23 januari 2016.